# Diocesi di Teramo-Atri

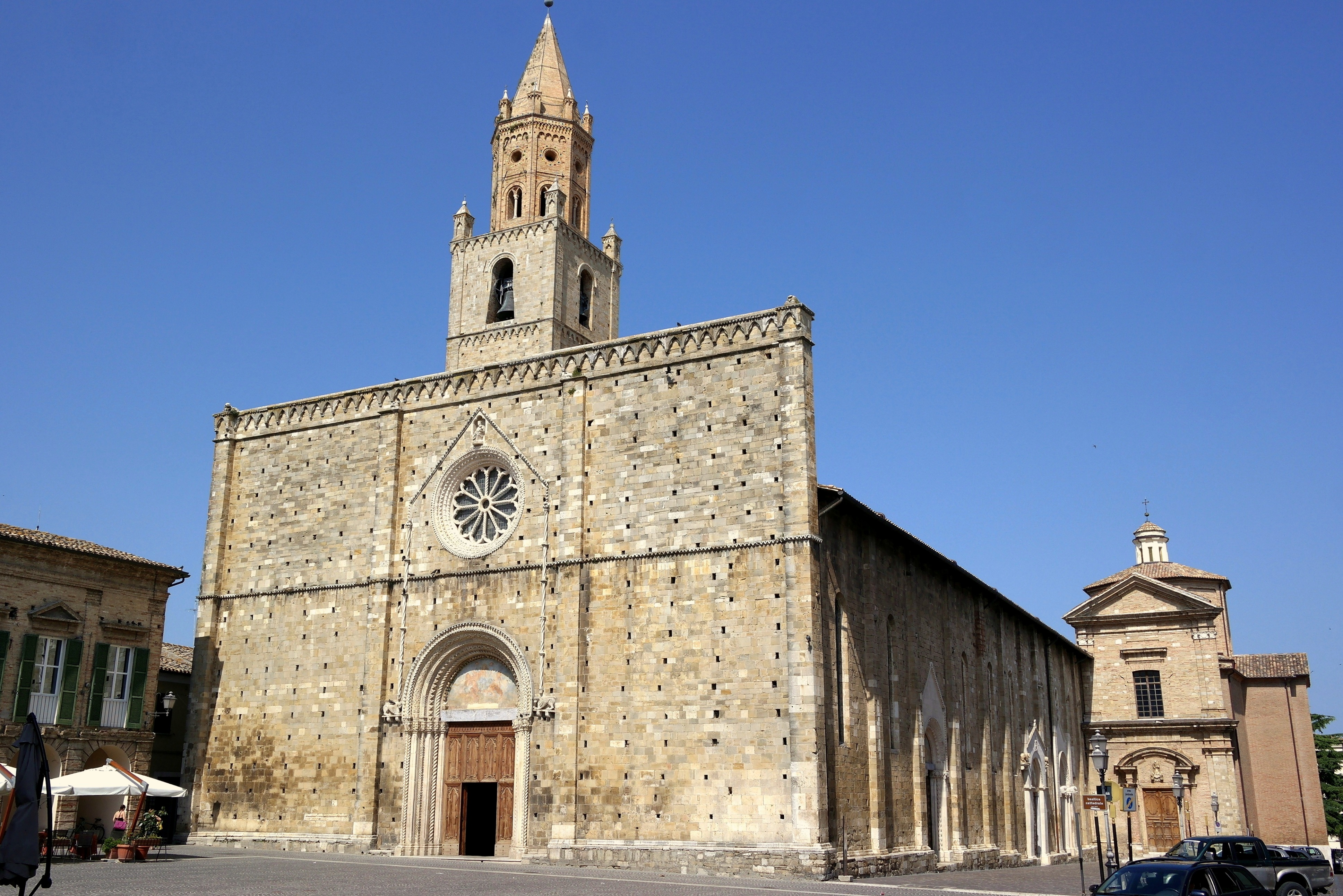
La basilica concattedrale di Atri.

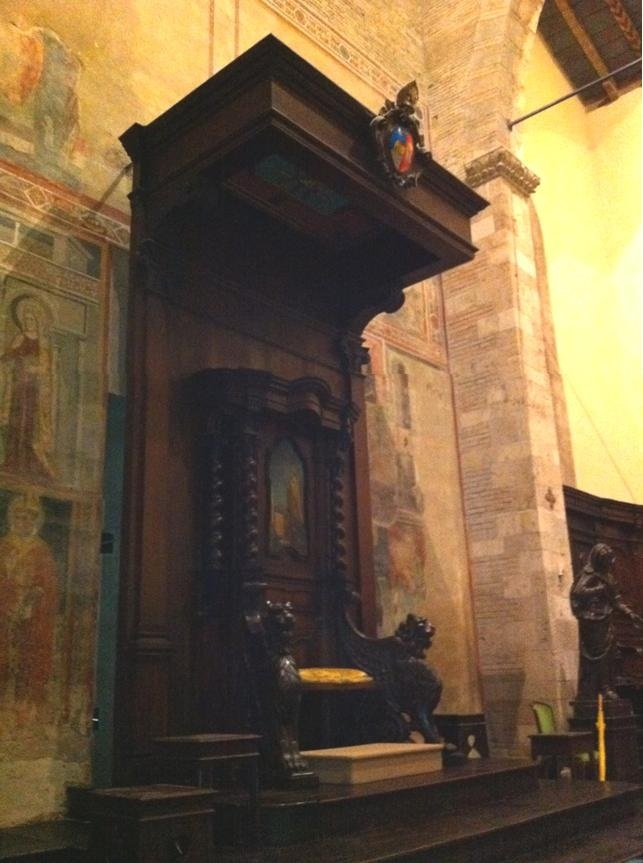
La cattedra del vescovo di Teramo-Atri.

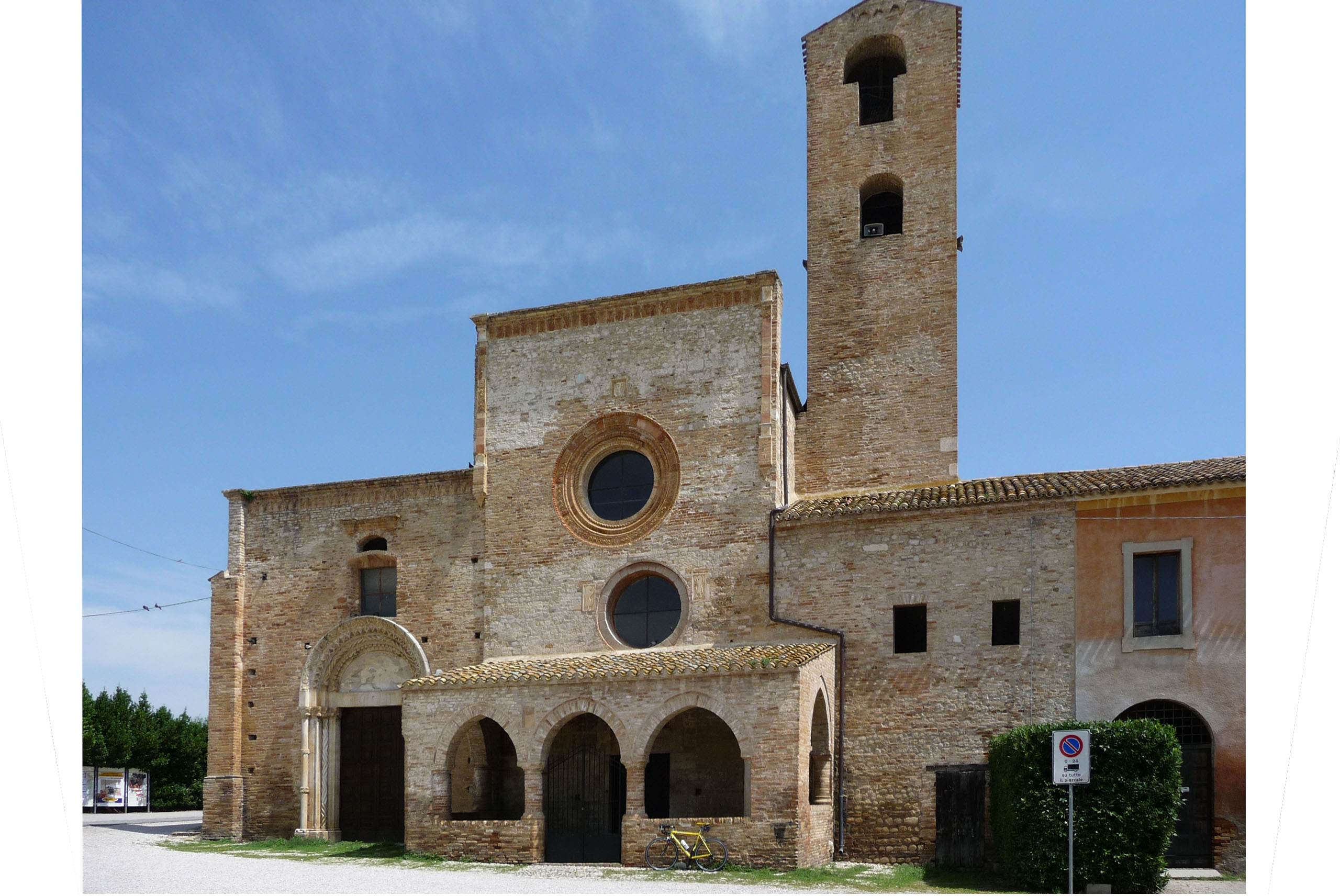
La chiesa abbaziale di Santa Maria di Propezzano.

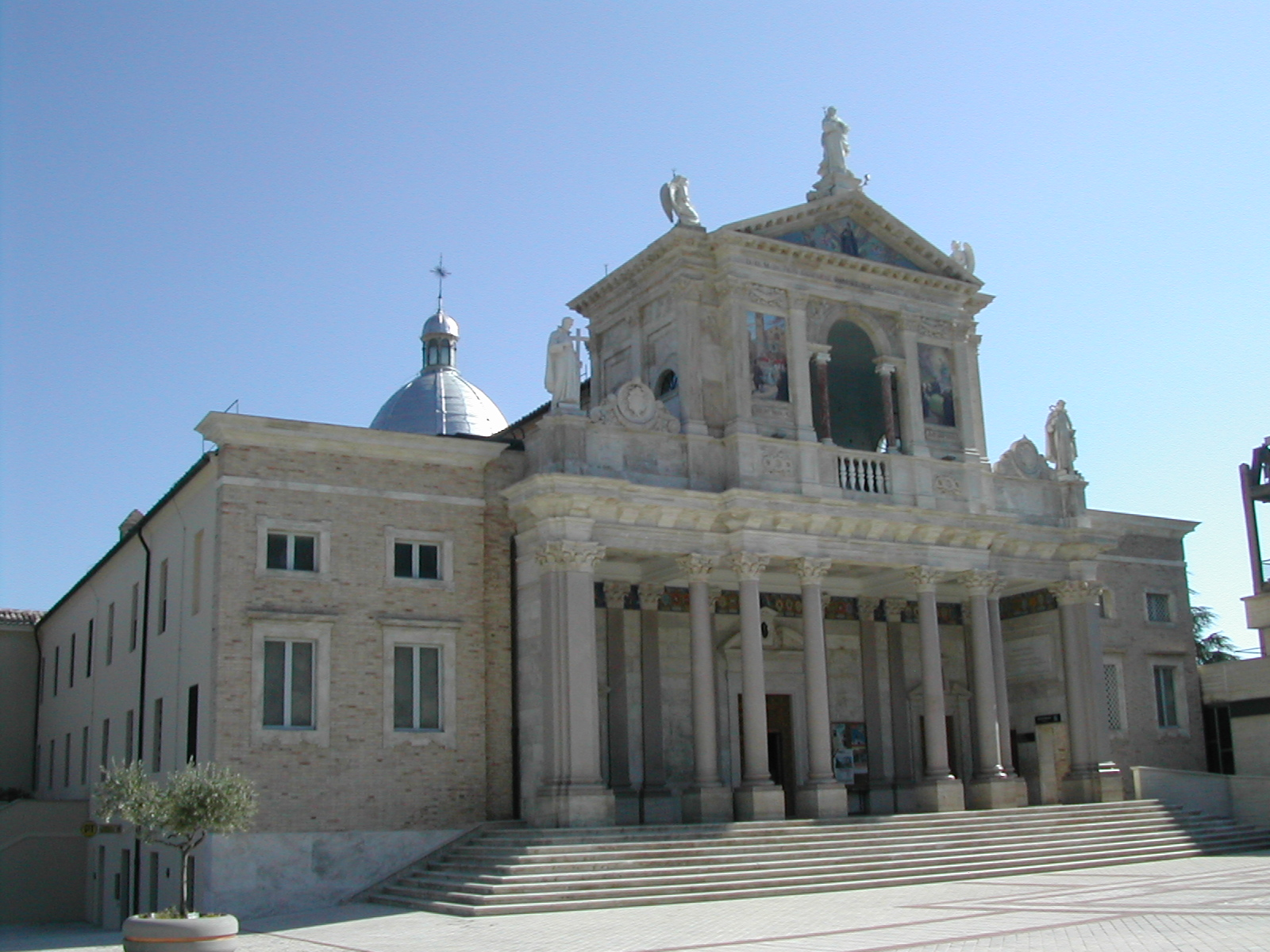
L'antico santuario di San Gabriele dell'Addolorata a Isola del Gran Sasso d'Italia.

La diocesi di Teramo-Atri (in latino Dioecesis Aprutina seu Teramensis-Hatriensis seu Atriensis) è una sede della Chiesa cattolica in Italia suffraganea dell'arcidiocesi di Pescara-Penne e appartenente alla regione ecclesiastica Abruzzo-Molise. Nel 2023 contava 217.400 battezzati su 219.300 abitanti. È retta dal vescovo Lorenzo Leuzzi.
Patroni della diocesi sono san Berardo (per Teramo) e santa Reparata (per Atri).

## Territorio
La diocesi comprende 33 comuni della provincia di Teramo: Alba Adriatica, Atri, Bellante, Campli, Canzano, Castellalto, Castelli, Civitella del Tronto (in parte), Colledara, Controguerra, Corropoli, Cortino, Crognaleto, Fano Adriano, Giulianova, Isola del Gran Sasso d'Italia, Montorio al Vomano, Morro d'Oro, Mosciano Sant'Angelo, Nereto, Notaresco, Pietracamela, Pineto, Rocca Santa Maria, Roseto degli Abruzzi, Sant'Omero, Silvi, Teramo, Torano Nuovo, Torricella Sicura, Tortoreto, Tossicia e Valle Castellana (in parte).
Sede vescovile è la città di Teramo dove si trova la cattedrale di Santa Maria Assunta, che fu ricostruita non lontano dal sito di una precedente andata distrutta con il titolo di Santa Maria Aprutiensis o Interamnensis, dal vescovo Guido II e consacrata nel 1176. Ad Atri si trova la concattedrale di Santa Maria Assunta, menzionata per la prima volta in una bolla del 1140 di papa Innocenzo II.
Nel territorio sorgono anche l'ex cattedrale di Campli, dedicata a Santa Maria in Platea, e la basilica minore del santuario di San Gabriele dell'Addolorata, a Isola del Gran Sasso d'Italia.

### Parrocchie
Il territorio si estende su 1.480 km² ed è suddiviso in 187 parrocchie, raggruppate in 7 foranie: Teramo, Atri, Campli, Giulianova, Isola del Gran Sasso d'Italia, Montorio al Vomano, Roseto degli Abruzzi.

## Storia
L'odierna diocesi nasce nel 1986 dall'unione di due antiche sedi episcopali: Teramo, attestata a partire dalla fine del V secolo, e Atri, diocesi eretta nel 1251.

### Atri
Atri venne elevata a sede vescovile, con territorio sottratto alla diocesi di Penne, il 1º aprile 1251 dal legato pontificio il cardinale Pietro Capocci per l'appoggio dato dalla città al papato nella lotta contro gli Svevi. L'anno successivo, con la bolla Licet ea del 15 marzo 1252, papa Innocenzo IV confermò questa decisione ed eresse la chiesa di Santa Maria a cattedrale della nuova diocesi, resa immediatamente soggetta alla Santa Sede. Contestualmente la diocesi fu unita aeque principaliter alla diocesi di Penne; tale unione durerà fino al 1949.
Per un breve periodo dal 1526 al 1539, le diocesi unite di Penne e Atri furono rese suffraganee dell'arcidiocesi di Chieti.
«Durante il periodo post-tridentino erano presenti sul territorio otto conventi (minori conventuali fondati nel XIII secolo; domenicani, celestini, agostiniani scalzi e calceati, minori osservanti, nel 1445; cappuccini, nel 1570; minimi, casa di probazione dei gesuiti, nel 1606), due monasteri (cisterciensi e clarisse, nel XIII sec.), sette confraternite (Santissimo Sacramento, Rosario, Santa Maria delle Grazie, Assunzione, Stimmate di san Francesco, Cinturiati, Suffragio), un monte di pietà e un ospedale dei pellegrini (XIII sec.) che fu dismesso e divenne sede del collegio dei gesuiti, fondato da Claudio Acquaviva.»
Al vescovo Paolo Odescalchi (1568-1572) si deve l'edificazione ad Atri del palazzo vescovile e l'istituzione del seminario diocesano; questi edifici furono restaurati nell'Ottocento dal vescovo Vincenzo D'Alfonso (1847- 1880).
Tra i vescovi di Atri si possono ricordare l'umanista e dotto Giovanni Battista Valentini Cantalicio (1503-1514); Jacopo Guidi (1561-1568), che fu il redattore di alcuni decreti del concilio di Trento; Paolo Odescalchi (1568-1572), Gaspare Burgi (16571661) e Giuseppe Spinucci (1668-1695), che indissero i sinodi diocesani rispettivamente nel 1571, nel 1661 e nel 1681; Domenico Ricciardone (1818-1845), che restaurò la cattedrale arricchendola di opere pregevoli.
Il 1º luglio 1949 in forza della bolla Dioecesium circumscriptiones di papa Pio XII venne sciolta l'unione tra Atri e Penne e la diocesi di Atri fu unita aeque principaliter a quella di Teramo.
Al momento dell'unione definitiva con Teramo nel 1986, la diocesi di Atri comprendeva tre soli comuni: Atri, Pineto e Silvi.

### Teramo
Secondo la tradizione, la diocesi di Teramo fu eretta da san Pietro, ma più probabilmente ha avuto origine tra il II e il V secolo. La più antica testimonianza storica circa la presenza di una comunità cristiana a Teramo sono i resti della basilica bizantina, eretta nel V secolo, oggi chiamata "antica cattedrale" o Sant'Anna dei Pompetti, meglio nota nelle fonti medievali come «Santa Maria Aprutiensis».
La prima menzione storicamente documentata della diocesi teramana è contenuta in una lettera di Gregorio Magno del 598, che incaricava il vescovo Passivo di Fermo di visitare la diocesi di Teramo, rimasta vacante. Lo stesso papa nel 601 designava Opportuno come vescovo diocesano: è il primo vescovo noto della dioecesis Aprutina. Tuttavia in seguito non si hanno più notizie di vescovi fino a Sigismondo, che prese parte nell'844 all'incoronazione di Ludovico II ad opera di papa Sergio II.
Tra i principali vescovi di Teramo si ricorda san Berardo, oggi patrono della città e della diocesi. Nel XII secolo, un conflitto sui confini diocesani con i vescovi di Ascoli Piceno fu risolta con una bolla di papa Anastasio IV del 1153, con la quale si ricorda che la giurisdizione episcopale del vescovo di Teramo si estendeva sul territorio compreso tra i fiumi Tronto e Vomano, i Monti della Laga e il mare Adriatico.
Nel 1156 il vescovo Guido II ricevette dal re Guglielmo I di Sicilia pieni diritti feudali sulla città di Teramo che aveva contribuito a ricostruire ed il titolo di principe di Teramo. I vescovi persero i diritti feudali all'inizio dell'Ottocento, mentre il titolo di "principe" fu abrogato nel 1948. Al vescovo Guido II si deve anche la ricostruzione della cattedrale in stile romanico. A metà del XIII secolo il vescovo Matteo I, catturato durante un'incursione degli ascolani, venne poi liberato per intercessione di papa Innocenzo IV.
Tra i privilegi particolari di cui godeva il vescovo di Teramo, nelle sue qualità di signore feudale e di principe, c'era quello chiamato "messa armata". Nella prima messa che il nuovo vescovo celebrava in diocesi e nelle grandi solennità, il prelato si presentava all'altare con una spada a tracolla, sopra le vesti liturgiche, che manteneva durante tutta la celebrazione; inoltre, a fianco dell'altare venivano ostentate diverse insegne militari, tra cui dardi, lance, bandiere e armi bianche, e al momento dell'elevazione delle specie eucaristiche il vescovo sparava un colpo di pistola. Questa scenografia venne messa in atto anche al concilio di Trento, non sine admiratione Patrum, come commenta Ughelli. L'ultimo vescovo ad esercitare il diritto della "messa armata" fu Girolamo Figini Oddi nel 1639.
Numerosi furono i monasteri benedettini presenti sul territorio diocesano, tra cui San Clemente al Vomano, Santa Maria a Mare, San Pietro a Campovalano, San Pietro ad Azzano, San Nicolò a Tordino, San Benedetto a Teramo, Sant'Angelo a Marano.
Nel XV secolo si distinsero in particolare due vescovi: il beato Antonio Fatati (1440-1460), che, malgrado i suoi numerosi incarichi civili, riformò il capitolo della cattedrale, indisse un sinodo diocesano ed effettuò una visita pastorale; Giovanni Antonio Campano (1463-1477), umanista a cui si attribuisce il detto Cultura salvabitur orbis.
Nel 1586 Teramo cedette una porzione del suo territorio a vantaggio dell'erezione della diocesi di Montalto. Nel 1600 un'altra porzione di territorio fu staccata a favore della neo eretta diocesi di Campli. Inoltre dal 1530 al 1795 Santa Maria in Propezzano e Sant'Angelo in Mosciano furono erette in abbazie nullius dioecesis con giurisdizione su Morro d'Oro, Mosciano Sant'Angelo e Notaresco; questi centri vennero reintegrati a pieno titolo nel territorio diocesano dal vescovo Luigi Maria Pirelli nel 1781.
Nel 1674 il vescovo Giuseppe Armeni istituì il seminario vescovile, dopo il fallimento del primo tentativo, ad opera di Vincenzo Bugiatti da Montesanto, il cui seminario fu chiuso nel 1603 per un omicidio commesso da un seminarista.
Il 27 giugno 1818, in seguito al concordato tra Santa Sede e Regno delle Due Sicilie, con la bolla De utiliori di papa Pio VII la diocesi di Teramo si ampliò, incorporando il territorio della soppressa diocesi di Campli.
Dal 4 all'8 settembre 1935 Teramo ospitò l'XI Congresso eucaristico nazionale italiano, a cui intervenne come legato pontificio il cardinale Pietro Fumasoni Biondi.

### Teramo-Atri
Il 1º luglio 1949 in forza della bolla Dioecesium circumscriptiones di papa Pio XII venne sciolta l'unione tra Atri e Penne e la diocesi di Atri fu unita aeque principaliter a Teramo: il vescovo di Teramo, Gilla Vincenzo Gremigni, divenne così responsabile delle diocesi unite di Teramo e Atri, sempre soggette alla Santa Sede. L'anno successivo Teramo inglobò nel proprio territorio 27 parrocchie della diocesi di Penne-Pescara, corrispondenti ai comuni di Castelli, Fano Adriano, Pietracamela, Isola del Gran Sasso, Tossicia e Colledara.
Il 17 novembre 1965 la diocesi di Teramo cedette il comune di Monsampolo del Tronto alla diocesi di Ascoli Piceno, acquisendone in cambio le parrocchie di Macchia da Sole e di Leofara, frazioni del comune di Valle Castellana.
Il 2 marzo 1982 le due diocesi entrarono a far parte della nuova provincia ecclesiastica dell'arcidiocesi di Pescara-Penne.
Il 30 settembre 1986, essendo vescovo Abele Conigli, con il decreto Instantibus votis della Congregazione per i Vescovi, le diocesi furono unite in forma piena (plena unione) assumendo il nome attuale.

## Cronotassi dei vescovi
Si omettono i periodi di sede vacante non superiori ai 2 anni o non storicamente accertati.

### Vescovi di Teramo
- Opportuno † (601 - ?)[13]
- Sigismondo † (menzionato nell'844)
- Geremia † (prima dell'853 - dopo l'861)
- Giovanni I † (prima dell'879[14] - dopo l'886)
- Ruggero I ? † (menzionato nell'887)[15]
- Giovanni II † (prima dell'891 - dopo il 926)[16]
- Landolfo † (prima del 948 - dopo il 963)[17]
- Pietro I (e Pietro II ?)† (prima del 976 - dopo il 1036)[17][18]
- Sansone † (menzionato nel 1041)[17]
- Suigero (o Sicherio) † (prima del 1047 - dopo il 1052)[17]
- Pietro III † (prima del 1056 - dopo il 1068)[17]
- Bertoldo † (prima di agosto 1075)[17]
- Ugone † (menzionato nel 1086)[17]
- Guido I † (prima del 1100 - dopo novembre 1101)[17]
- Uberto † (prima di agosto 1103 - dopo il 1114)[17]
- San Berardo di Pagliara, O.S.B. † (1116 - 19 dicembre 1122 deceduto)[17]
- Guido II † (1123 - circa 1170 deceduto)
- Dionisio † (circa 1170 - ottobre 1176 confermato arcivescovo di Amalfi)[19]
- Attone I † (prima del 1179 - 1204 deceduto)[20]
- Matanciano ? † (? - 1205 deceduto)[20]
- Sasso † (prima del 1207 - dopo il 1214)[20]
- Riccardo † (prima del 1218 - dopo il 1219)[20]
- Pietro IV † (1221 - dopo il 1229)[20]
- Silvestro † (1232 - 1235 deceduto)[20]
- Attone II † (1236 - 1251 deceduto)[20]
- Matteo di Bellante † (31 dicembre 1252 - 1267 deceduto)[20]
- Gentile da Sulmona † (23 agosto 1267 - dopo il 1270)[20]
- Rainaldo de Barili † (18 luglio 1272 - dopo il 1278 deceduto)[20]
- Ruggero II † (16 novembre 1282 - dopo il 1291 deceduto[21])
- Francesco † (12 dicembre 1295 - circa 1301 deceduto)
- Rainaldo di Acquaviva † (6 novembre 1301 - dopo maggio 1314 deceduto)
  - Sede vacante (1314-1317)[22]
- Niccolò degli Arcioni † (27 giugno 1317 - 1355 deceduto)
- Stefano di Teramo † (31 luglio 1355 - dopo maggio 1363[23] deceduto)
- Pietro de Valle † (20 dicembre 1363 - 22 febbraio 1396 deceduto)
- Corrado de' Melatino † (27 marzo 1396 - dopo gennaio 1405 deceduto)
  - Antonio Melatino † (19 novembre 1405 - 1407) (amministratore apostolico)
- Marino de Tocco † (14 febbraio 1407 - 1412 deposto)
- Stefano da Carrara † (3 ottobre 1412 - 29 ottobre 1427 nominato vescovo di Tricarico)
- Benedetto Guidalotti † (29 ottobre 1427 - 7 gennaio 1429 nominato vescovo di Recanati e Macerata)
- Giacomo Cerretani † (7 gennaio 1429 - dopo luglio 1440 deceduto)
- Mansueto Sforza degli Attendoli † (circa 1440/1443)
- Francesco Monaldeschi † (6 settembre 1443 - 25 settembre 1450 nominato vescovo di Ascoli Piceno)
- Beato Antonio Fatati † (6 novembre 1450 - 1463 nominato vescovo di Ancona)
- Giovanni Antonio Campano † (23 maggio 1463 - 15 luglio 1477 deceduto)
- Francesco Pietro Luca di Gerona, O.P. † (27 novembre 1477 - 7 luglio 1477 deceduto)
- Pietro Minutolo † (3 giugno 1478 - 2 dicembre 1478 deceduto)
- Francesco de Perez † (9 ottobre 1479 - 26 gennaio 1489 nominato arcivescovo di Taranto)
  - Giovanni Battista Petrucci † (26 gennaio 1489 - 18 ottobre 1493 dimesso o nominato vescovo di Caserta) (amministratore apostolico)
- Filippo Porcelli † (18 ottobre 1493 - 1517 deceduto)
- Camillo Porzj † (4 maggio 1517 - 1522 deceduto)
- Francesco Chieregati † (7 settembre 1522 - novembre 1539 deceduto)
- Bartolomeo Guidiccioni † (12 dicembre 1539 - 22 marzo 1542 dimesso)
- Bernardino Silverii-Piccolomini † (19 aprile 1542 - 13 aprile 1545 nominato arcivescovo di Sorrento)
  - Giacomo Savelli † (13 aprile 1545 - 26 maggio 1546 dimesso) (amministratore apostolico)
- Giovanni Giacomo Barba, O.E.S.A. † (26 maggio 1546 - 3 luglio 1553 nominato vescovo di Terni)
- Giacomo Silverii-Piccolomini † (30 agosto 1553 - 26 settembre 1581 deceduto)
- Giulio Ricci † (13 novembre 1581 - 3 luglio 1592 deceduto)
- Vincenzo Bugiatti da Montesanto, O.P. † (23 ottobre 1592 - 6 gennaio 1609 deceduto)
- Giambattista Visconti, O.E.S.A. † (16 marzo 1609 - 11 maggio 1638 deceduto)
- Girolamo Figini-Oddi † (9 febbraio 1639 - 24 agosto 1659 deceduto)
- Angelo Mausoni † (10 novembre 1659 - 4 settembre 1665 deceduto)
- Filippo Monti † (11 gennaio 1666 - 2 giugno 1670 nominato vescovo di Ascoli Piceno)
- Giuseppe Armenj † (28 luglio 1670 - 25 maggio 1693 deceduto)
- Leonardo Cassiani † (24 agosto 1693 - 5 novembre 1715 deceduto)
  - Sede vacante (1715-1719)
- Giuseppe Riganti † (29 marzo 1719 - 3 novembre 1720 deceduto)
- Francesco Maria Tansi † (16 luglio 1721 - 18 luglio 1723 deceduto)
- Pietro Agostino Scorza † (12 giugno 1724 - 9 aprile 1731 nominato arcivescovo di Amalfi)
- Tommaso Alessio de' Rossi † (9 aprile 1731 - 6 gennaio 1749 deceduto)
- Panfilo Antonio Mazzara † (21 aprile 1749 - 30 agosto 1766 deceduto)
- Ignazio Andrea Sambiase, C.R. † (16 febbraio 1767 - 16 dicembre 1776 nominato arcivescovo di Conza)
- Luigi Maria Pirelli, C.R. † (17 febbraio 1777 - 29 ottobre 1804 nominato arcivescovo di Trani)
- Francesco Antonio Nanni, C.M. † (26 giugno 1805 - 8 marzo 1822 dimesso)
- Giuseppe Maria Pezzella, O.S.A. † (24 novembre 1823 - 18 giugno 1828 dimesso)
- Alessandro Berrettini † (5 luglio 1830 - 29 ottobre 1849 deceduto)
- Pasquale Taccone † (30 settembre 1850 - 20 ottobre 1856 deceduto)
- Michele Milella, O.P. † (20 giugno 1859 - 2 aprile 1888 deceduto)
- Francesco Trotta † (1º giugno 1888 - gennaio 1902 dimesso)
- Alessandro Beniamino Zanecchia-Ginnetti, O.C.D. † (13 luglio 1902 - 21 febbraio 1920 deceduto)
- Settimio Quadraroli † (26 agosto 1921 - 4 agosto 1927 deceduto)
- Antonio Micozzi † (23 dicembre 1927 - 4 settembre 1944 deceduto)
- Gilla Vincenzo Gremigni, M.S.C. † (18 gennaio 1945 - 1º luglio 1949 nominato vescovo di Teramo e Atri)

### Vescovi di Teramo e Atri
- Gilla Vincenzo Gremigni, M.S.C. † (1º luglio 1949 - 29 giugno 1951 nominato vescovo di Novara)
- Stanislao Amilcare Battistelli, C.P. † (14 febbraio 1952 - 16 febbraio 1967 ritirato[24])
- Abele Conigli † (16 febbraio 1967 - 30 settembre 1986 nominato vescovo di Teramo-Atri)

### Vescovi di Teramo-Atri
- Abele Conigli † (30 settembre 1986 - 31 dicembre 1988 ritirato)
- Antonio Nuzzi † (31 dicembre 1988 - 24 agosto 2002 ritirato)
- Vincenzo D'Addario † (24 agosto 2002 - 1º dicembre 2005 deceduto)
- Michele Seccia (24 giugno 2006 - 29 settembre 2017 nominato arcivescovo di Lecce)
- Lorenzo Leuzzi, dal 23 novembre 2017

## Vescovi originari della diocesi
- San Berardo da Teramo (m. 1122), vescovo di Teramo;
- Francesco Ronci (1223-1294), superiore generale della Congregazione dei celestini e cardinale presbitero di San Lorenzo in Damaso;
- Pietro Paolo Quintavalle (m. 1626), vescovo di Cittaducale;
- Ettore Di Filippo (1922-2006), vescovo di Isernia e Venafro, vescovo di Isernia-Venafro e arcivescovo metropolita di Campobasso-Boiano;
- Gianfranco De Luca (n. 1949), vescovo emerito di Termoli-Larino e vicepresidente della Conferenza episcopale dell'Abruzzo-Molise.

## Statistiche
La diocesi nel 2023 su una popolazione di 219.300 persone contava 217.400 battezzati, corrispondenti al 99,1% del totale.
| anno | popolazione | popolazione | popolazione | presbiteri | presbiteri | presbiteri | presbiteri                | diaconi | religiosi | religiosi | parrocchie |
| anno | battezzati  | totale      | %           | numero     | secolari   | regolari   | battezzati per presbitero | diaconi | uomini    | donne     | parrocchie |
| ---- | ----------- | ----------- | ----------- | ---------- | ---------- | ---------- | ------------------------- | ------- | --------- | --------- | ---------- |
| 1950 | 202.002     | 202.230     | 99,9        | 217        | 179        | 38         | 930                       |         | 61        | 231       | 165        |
| 1969 | 211.036     | 213.741     | 98,7        | 236        | 161        | 75         | 894                       |         | 135       | 294       | 121        |
| 1980 | 223.000     | 225.000     | 99,1        | 229        | 145        | 84         | 973                       | 1       | 94        | 288       | 175        |
| 1990 | 237.000     | 239.000     | 99,2        | 177        | 120        | 57         | 1.338                     | 9       | 62        | 168       | 187        |
| 1999 | 240.000     | 248.000     | 96,8        | 193        | 123        | 70         | 1.243                     | 5       | 74        | 168       | 207        |
| 2000 | 240.000     | 248.000     | 96,8        | 190        | 120        | 70         | 1.263                     | 12      | 74        | 168       | 187        |
| 2001 | 240.000     | 248.000     | 96,8        | 190        | 120        | 70         | 1.263                     | 12      | 74        | 168       | 187        |
| 2002 | 240.000     | 248.000     | 96,8        | 186        | 116        | 70         | 1.290                     | 12      | 74        | 168       | 187        |
| 2003 | 240.000     | 248.000     | 96,8        | 186        | 116        | 70         | 1.290                     | 11      | 74        | 168       | 187        |
| 2004 | 240.000     | 248.000     | 96,8        | 186        | 116        | 70         | 1.290                     | 11      | 73        | 168       | 187        |
| 2010 | 240.000     | 248.000     | 96,8        | 199        | 121        | 78         | 1.206                     | 11      | 84        | 177       | 187        |
| 2012 | 262.800     | 250.500     | 95,3        | 144        | 112        | 32         | 1.739                     | 11      | 35        | 127       | 187        |
| 2017 | 223.481     | 223.950     | 99,8        | 168        | 106        | 62         | 1.330                     | 12      | 64        | 116       | 187        |
| 2020 | 222.000     | 223.000     | 99,6        | 109        | 108        | 1          | 2.036                     | 12      | 3         | 116       | 187        |
| 2022 | 218.300     | 220.200     | 99,1        | 152        | 108        | 44         | 1.436                     | 12      | 46        | 116       | 187        |
| 2023 | 217.400     | 219.300     | 99,1        | 150        | 106        | 44         | 1.449                     | 12      | 46        | 116       | 187        |